# Хімія довкілля
Хі́мія навко́лишнього середо́вища — розділ хімії, що вивчає хімічні перетворення, які відбуваються у довкіллі. Хімія довкілля поділяється на більш вузькі розділи хімії, як-от геохімія, хімія ґрунтів, гідрохімія, хімія атмосфери, хімія природних сполук органічного походження та ін. Хімія довкілля вивчає хімічні процеси в усіх оболонках Землі, в тому числі в біосфері, вивчає міграції та перетворення всіх хімічних сполук, в тому числі природних та антропогенних забруднювачів.
Зі значним збільшенням впливу людини на довкілля, із значно збільшеною кількістю речовин забруднення  антропогенного походження, в хімії довкілля виділяють екологічну хімію, що вивчає ті хімічні процеси в земних оболонках, які відбуваються під впливом людської діяльності. Ці поняття настільки близькі, що в деяких випадках дослідники розглядають терміни «екологічна хімія» та «хімія довкілля», як синоніми. Хімія довкілля вивчає хімічні процеси в комплексі — джерела надходження і міграцію хімічних речовин в земних оболонках, їх трансформацію, стоки із земних оболонок («глобальні цикли»), взаємодія сполук і елементів між собою; вона є основою для розробки та вдосконалення методів захисту довкілля від забруднень тощо. Цей розділ хімії тісно пов'язаний з багатьма іншими науками, в тому числі з екологією, геологією та ін.

## Структура хімії довкілля
- Фізико-хімічні процеси в літосфері, геохімія
- Фізико-хімічні процеси в гідросфері
- Фізико-хімічні процеси в атмосфері
- Хімія забруднюючих речовин природного та антропогенного походження (їх надходження, трансформація, міграція, виведення з геосфер).

Для хімії довкілля характерні всі основні методи сучасної хімії (хімічні, фізико-хімічні методи аналізу), але часто є необхідність визначати забруднюючі речовини в мікроконцентраціях, що змушує вчених які працюють у цій галузі широко використовувати новітні комбіновані методи — високоефективний поділ (наприклад, рідинна хроматографія) і точне якісне і кількісне визначення (наприклад, мас-спектрометрія).